# エストニアとロシアの領有権問題

薄緑の領域が、エストニアが領有権を主張していたロシア施政地域。北東側がイヴァンゴロド周辺地域（ヤーニリン地域）で、南東側がペチョールィ周辺地域（旧ペツェリ県）。

本項では、エストニアとロシア連邦との間の領有権問題について述べる。
エストニアは、ロシアが実効支配するレニングラード州イヴァンゴロド周辺地域、およびプスコフ州ペチョールィ周辺地域の2か所について、自国の領有権を主張していた。これらの領域は、1920年にエストニアがロシア・ソビエト連邦社会主義共和国(ロシアSFSR)との間に締結したタルトゥ条約において、エストニア領であることが合意されていた。しかし、1940年にエストニアがロシアSFSRの後身であるソビエト連邦へ併合されると、これらの領域は、ソ連領内においてソ連構成国であるロシアSFSRへと移管された。
その後、ソビエト連邦の崩壊に際して独立回復を達成したエストニアは、自国のソ連編入と領土移転の違法性を訴えた。そして、ソ連の継承国であるロシア連邦に対し、タルトゥ条約に基づく1920年の国境線回復を要求した。しかし対するロシアは、エストニアのソ連への併合は自発的なものであったとして、タルトゥ条約の失効を理由に領土の返還を拒否した。
独立回復直後のエストニアは強硬に領土返還を要求したが、領有権問題は喫緊の課題であるNATO・EU加盟の障壁となると考えられたため、やがては集団安全保障のために係争地の放棄を了承するようになった。しかし結局、NATOとEUは領有権問題を抱えたままでのエストニアの加盟を認め、ようやく2005年に至って国境条約は締結されるかに見えた。しかし、タルトゥ条約の扱いを巡る対立や、ウクライナ危機を巡る国際情勢から、ロシア側は幾度も国境交渉を頓挫させ、現在に至っても国境条約は批准されていない。

## 係争地域
エストニアは、ロシアが実効支配している
- ナルヴァ川東岸の幅約10キロメートルに渡る、レニングラード州イヴァンゴロド周辺の帯状地域（ヤーニリン地域）
- プスコフ州ペチョールィ周辺地域（旧ペツェリ県）

の2か所について、自国の領有権を主張していた。ヤーニリン地域と旧ペツェリ県の合計面積は、エストニア全領域の5パーセントに当たる約2300平方キロである。両地には3万数千人が居住しているが、その大部分はロシア人である。
ヤーニリン地域は主に疎林と牧草地からなり、いくらかオイルシェールが埋蔵されていると考えられるが、それを資源として利用する動きは見られない。他方、ペチョールィは小都市であるが、タルトゥ＝ナルヴァおよびヴァルガ＝パルヌに通じる陸の要衝となっている。

## 国境交渉史

### 領有権問題の背景

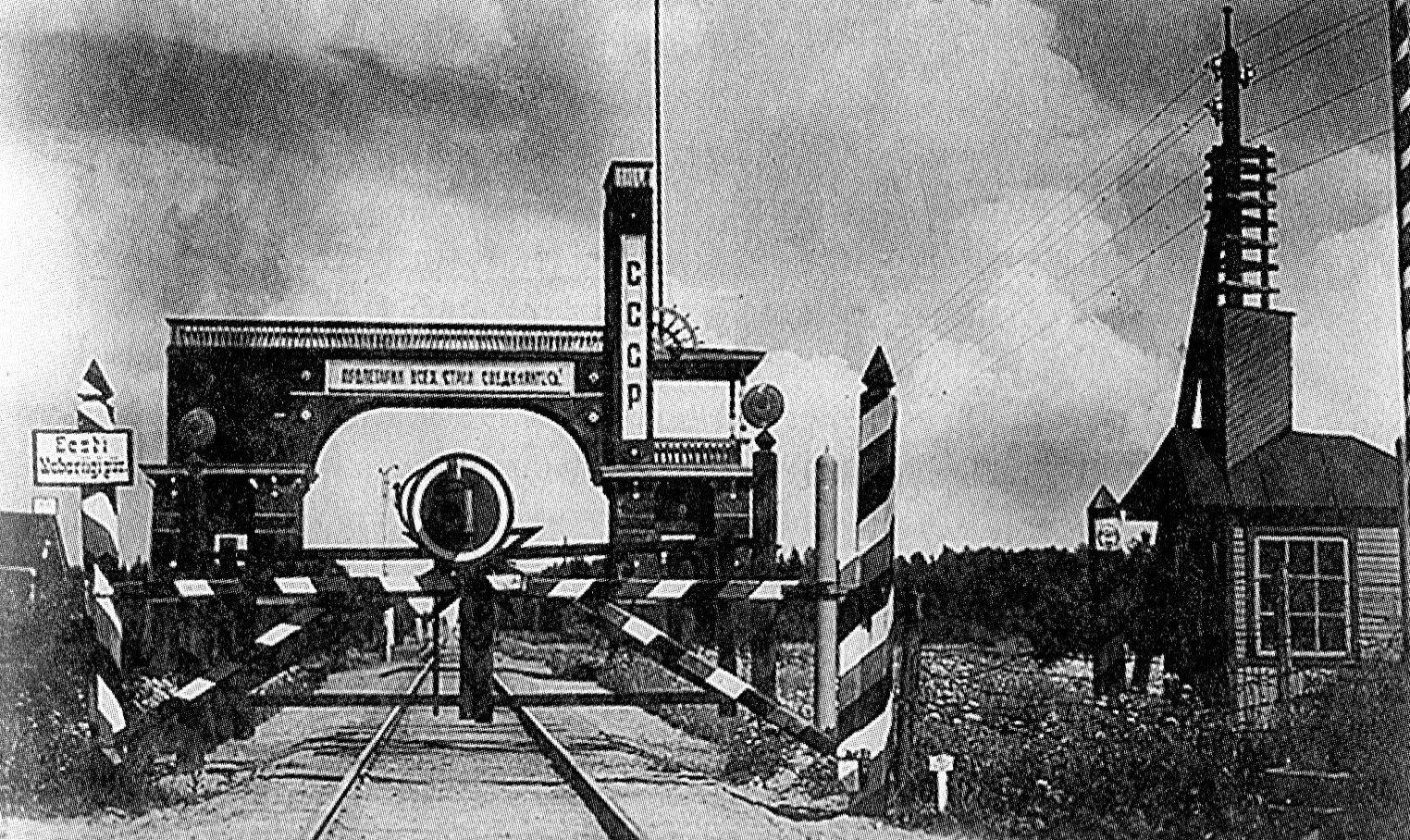
戦間期のエストニア＝ソ連国境（レニングラード州コマロフカ）

1918年に旧帝政ロシア領から独立宣言をなしたバルト三国は、ロシアSFSRから侵入した赤軍やドイツ帝国軍による干渉も、独立戦争によって各々はね除けた。そして1920年2月2日、エストニアはロシアSFSRとの間にタルトゥ条約を締結し、和平と国家承認を取り付けるとともに、両国の国境線についても詳細に策定した。平和条約において、ロシアは帝政時代に有していた、三国に対する「人民および領域に対するすべての主権的権利を自発的かつ永遠に放棄する」と述べていた。
その後、第二次世界大戦開戦が迫る1939年8月23日、ロシアSFSRの後身であるソビエト連邦は、ナチス・ドイツとの間に独ソ不可侵条約を締結した。しかし、その条約には秘密議定書が附属しており、その内容は、バルト三国などを両大国が当事国たちの与り知らぬところで分割するというものであった。
大戦が勃発するとバルト三国は中立宣言を発したが、ソ連は秋には軍事的圧力を行使して、三国との間に相互援助条約を締結した。そして1940年夏、ソ連はこの条約を盾にして三国に軍を進駐させ、その圧力によって国内に左派系新政権を樹立させた。結果、非共産党系候補が事実上排除された選挙により成立した三国の新議会は、7月に自国のソ連への加盟を要求した。翌8月、三国は「自発的に」ソ連へ編入され、その20年余りの独立時代は幕を閉じた（バルト諸国占領）。
そしてこのエストニアのソビエト連邦への併合に際して、上記ヤーニリン地域とペツェリ県の2か所がソ連構成国であるロシアSFSRへ割譲されたことが、領有権問題の端緒である（両地は、西側からのドイツ軍に対する防衛戦略価値の高い地域であった）。
その後、ソビエト連邦の崩壊間際にバルト三国が独立回復を宣言すると、1991年9月にはソビエト連邦国家評議会も、三国の独立承認を余儀なくされた。しかし、独立回復後の三国の認識によれば、ソ連への自国の併合と領土の変更は国際法に違反する無効なものであり、戦間期の国家とソ連崩壊後の国家は継続している。そのため、ソ連の継承国となったロシア連邦との領有権問題について有効なものは、1920年の平和条約に基づいて策定された国境線のみであると解される。一方ロシア側の立場では、三国のソ連への併合も「自発的な加盟」に過ぎず、領土の変更もソ連の内政問題に過ぎない、とする。

### 領有権主張と膠着
独立回復当初のエストニアは、民族主義的なマルト・ラール政権 (et) の下、ロシアに対して係争地の返還を強硬に要求していた。1992年6月28日に制定されたエストニア共和国憲法の第122条は、「エストニアの陸上の国境は1920年2月2日のタルトゥ平和条約およびその他の国境条約によって設定される」と宣明し、1994年6月30日可決（7月31日発効）の「国境法」第1章第2条第2項も、ほぼ同文の規定を置いた。レンナルト・メリ大統領もタルトゥ条約について「エストニアの出生証明書」と述べるなど、タルトゥ条約はまさにエストニアにとって対露国境交渉の根幹をなすものであった。
しかし、独立回復当初のバルト三国が喫緊の課題としていたのは、NATO（およびEU）への加盟であった。NATOはその加盟国に対し集団的自衛権発動の義務を負うため、NATOが仮想敵国と見做すロシアと領土問題を抱え、またロシア連邦軍が駐留を続けるバルト三国がNATOへ加盟できる可能性は著しく低かった。また、ロシア側もバルト三国のNATO加盟を阻止するため、基地撤退問題や領土問題で非妥協的立場をとった。
エストニア＝ロシア間においても、双方が譲歩の余地を見せることなく国境交渉は行き詰まり、1994年4月にエストニア側は交渉の10年間凍結を提案した。しかしロシア側はこの提案を無視し、ボリス・エリツィン大統領は6月22日の大統領令により、一方的に既存の境界線を国境線と決定した。11月23日にはペチョールィ付近の「国境」を訪問し、「ロシアの土地は何があっても一辺たりとも誰にも渡さない」と強硬に述べた。

### エストニア側の全面的妥協
その一方、同年8月末には退役ロシア軍人への居住許可発給と引き替えに、駐留ロシア軍がエストニアからの撤退を完了した。「占領期」の終了を体感したエストニアはロシアとの関係正常化を指向するようになり、ラールに代わって首相に就いたアンドレス・タラントも、あくまで個人的な見解と断ったうえで、係争地の放棄を容認する意向を示した（しかし、タラントのこの発言は国内から批判を浴びた）。
翌1995年夏には、エストニア側は国境交渉においても態度を軟化させ、国境条約中にタルトゥ条約の意義を明記しながらも、国境線についてはタルトゥ条約で定められたものに代わり、新たな境界線を策定することを提案した。しかし、このエストニア側の大幅譲歩にもかかわらずロシア側は、タルトゥ条約はすでに失効済みである、として国境条約でタルトゥ条約に言及することを断固拒否した。
しかし、同時期にはヴァヒ政権における連合党（ティート・ヴァヒ首相）と改革党（シーム・カッラス外相）の連立が崩れ始めた。翌1996年9月にヴァヒの秘書は、消極的で成果を上げないカッラスに代わって、ヴァヒが直接に対露交渉を指揮する可能性がある、という異例の発表を行った。ヴァヒ本人も、カッラスが「ロシアに対しては何も行動を起こす必要はない」と述べた書面を自分に提出したと語り、メリ大統領も再選 (de) 直後の10月1日、対露関係は自身の任期中の優先課題であると強調した。
これに対してカッラスの側も、同月7日にエストニア議会に対し、国境交渉におけるタルトゥ条約の取り扱いに関する「重大な決断」を求めた。同時期には国境交渉のエストニア側代表であったラウル・マルクが駐英大使へ転出し、より高い次元での国境交渉が動き始めた。そして、翌11月5日にペトロザヴォーツクで開催された両国外相会談において、カッラスは国境条約でタルトゥ条約に触れるという要求を全面的に取り下げるに至った。
エストニア政府は、会談前日に「憲法第122条は交渉で国境を変更することを妨げるものではない」とした憲法草案審議録を公表していた。ヴァヒもまた、タルトゥ条約を国是とする立場には何ら変わりないが、「これは我々の立場であって、そのことを世界各国にいちいち確認を求める必要はない」と弁明した。しかしなおも、このエストニア側による全面的な領有権主張取り下げは国内で議論を呼んだ。
ともあれ、エストニア政府は直ちに国境条約に署名すると発表し、メリも両国が早期の条約署名に合意したと述べた。カッラスは翌12月2-3日のリスボン・OSCEサミットでの署名を期待して、サミット・エストニア代表のリーヴォ・シニヤルヴ (en) 欧州問題担当相に全権を与えた。ところが12月11日、ブリュッセルでの北大西洋協力会議において、エストニア新外相トーマス・イルヴェスがロシア外相エヴゲニー・プリマコフに署名日程の設定を迫ったところ、プリマコフはエストニアのロシア人の人権問題を領有権問題と連携させると述べ、日程の設定を拒絶した。
そして翌1997年1月9日、プリマコフは記者会見においてバルト三国のロシア人問題を持ち出し、彼らに対する「差別」が撤廃されない限り国境条約には署名せず、また経済制裁の発動も辞さない、としてにわかに態度を硬化させた。1999年3月にはようやく、エストニア＝ロシア間で国境条約の仮署名が行われたが、その後詳細部分についてロシア側が「不可」を連発したため、20世紀中に条約が締結されることはなかった。

### EU・NATOの東方拡大後
ロシア側があくまでNATO拡大を警戒し、エストニア・ラトビアとの国境条約締結を渋るなか、エストニアはEU加盟を次善の策として外交を展開し始めた。そして、1997年7月に欧州委員会が公表したEU拡大に関する「意見」においても、第一次交渉開始グループにエストニアの名が挙げられた。そして、エストニアはロシアとの領有権問題を抱えたままであるにもかかわらず、翌1998年3月には正式にEU加盟交渉に入ることを許された。
EUはロシアとの領有権問題について、エストニア側がなし得る限りの自助努力をした結果であるため、加盟に当たっての問題とはしない、との立場をとった。NATOもまた、両国間の「暫定国境」に双方が国境警備隊と税関を設置することで、国境として機能させることを条件にエストニアのNATO加盟を容認した。そして、危惧されていたはずの領有権問題が障壁とならないまま、2004年にエストニアはEUおよびNATOへの加盟を果たすに至った。
むしろEUが東方拡大を成し遂げて以降、エストニアとの国境条約締結は、EUとの査証免除体制の導入を目指すロシア側にメリットとなるものであった。ラトビア＝ロシア関係の冷却を尻目に、翌2005年前半には国境交渉が進展し、5月9日には基本的にソ連時代の国境線を承認する（すなわち、エストニア側が係争地を放棄する）形で、両国間に国境画定条約の署名が交わされた。翌6月20日にはエストニア議会が国境協定批准法を採択し、領有権問題は解決を見たかに思われた。
ところがその批准法の前文には、「1920年2月2日のタルトゥ平和条約第3条第1項で定められた国境線を部分的に変更し」という、条約案にない文言が追加されていた。この批准法はエストニア国内向けの条約付帯文書に過ぎず、国境条約そのものには影響を及ぼさないはずであった。しかし、ソ連のエストニア併合の合法性、そしてタルトゥ条約の無効性を大前提とするロシア側はこの批准法前文に激昂。国境条約も白紙撤回されるに至った。

### 再交渉とウクライナ危機以降

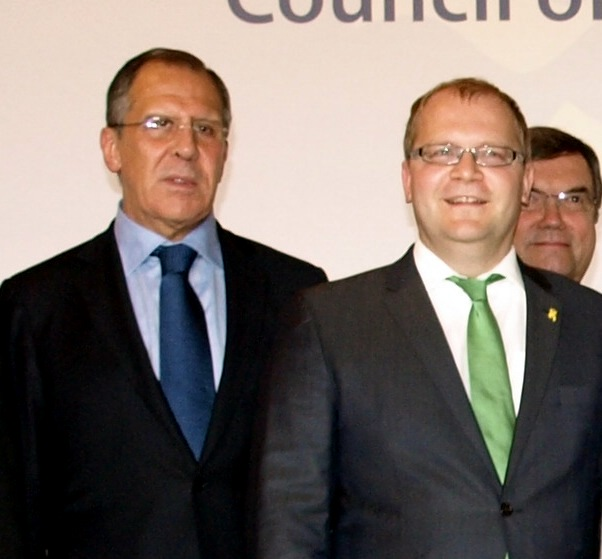
ラヴロフ（左）とパエトの両国外相（2011年）

その後、ようやく2011年に至ってロシア外相セルゲイ・ラヴロフがエストニア側へサインを送り、また翌2012年にはエストニア議会外交委員会議長マルコ・ミフケルソンがロシア上院国際問題委員会議長ミハイル・マルゲロフとの個人的なコネクションを行使したことで、国境条約に関する再度の交渉が動き出した。2014年2月18日にはラヴロフとウルマス・パエトの両国外相が、ソ連時代の国境線を追認する形での合意文書に署名した。
合意文書の作成にはエストニア外交政策研究所 (et) およびタルトゥ大学憲法・国際法研究所所長のラウリ・ミャルクソー (et) が関わり、前文からタルトゥ条約に関する記述は削除された。またロシア側の強い要求に基づき、今後両国が互いに領土主張を行わない、とする記述が追加された。一方でエストニア側の強い要求により、合意は領有権問題に関してのみ適用され、エストニア国家の継続性には関係しない、との記述も盛り込まれた。これにより、エストニア側はタルトゥ条約に関する2つの争点につき、領有権問題については全面的に譲歩したが、ソ連への併合の違法性問題についてはその主張を堅持した。
両国外相が国境条約に署名を終え、あとは両国議会の批准を終えれば、条約は発効する予定であった。ところが、条約署名の翌月にはロシアの介入によってウクライナ危機が発生し、これによってロシアは欧米諸国から経済制裁を受けるに至った。国際社会から孤立したロシアは、「今は条約を妥結させる雰囲気ではない」として批准プロセスを凍結させ、エストニア議会の側も、「ロシアの出方を窺う」として同じく批准プロセスを凍結させた。さらには同年9月5日、ロシア側によるエストニア治安当局者拘束事件（エストン・コフヴェル事件）が発生し、両国の関係は一層の冷え込みを見せた。
翌2015年1月21日にはラヴロフが、条約批准に向けてすぐさま動く用意があると述べて議論を呼んだ。秋にはエストニア外相マリーナ・カリュラントとの間に、両政府が両国議会に対して国境条約を提出するとの合意を結んだ。これを受けてエストニア議会は同年11月に条約を第1読会で通過させたが、ロシア側はその後もエストニアの「反露感情」について抗議を繰り返し、2020年に至っても批准プロセスを進行させていない。
度重なる国境交渉頓挫を受け、エストニアの世論は二分されている。ウクライナの轍を踏まないためにも早急に国境条約を締結すべき、という意見と、国境が画定していたはずのウクライナにまで侵攻するようなロシアとの国境条約は無意味、とする意見である（後者の意見は領有権放棄反対派に強い）。また、ロシア系住民の存在を理由としたウクライナ危機を見れば、ロシア人が人口の大多数を占める係争地はむしろ手放すことが国益に適う、との見方も強まっている。